# Перл-Біч (Мічиган)
Перл-Біч (англ. Pearl Beach) — переписна місцевість (CDP) в США, в окрузі Сент-Клер штату Мічиган. Населення — 4698 осіб (2020).

## Географія
Перл-Біч розташований за координатами 42°37′44″ пн. ш. 82°35′27″ зх. д. / 42.62889° пн. ш. 82.59083° зх. д. (42.628818, -82.590816).  За даними Бюро перепису населення США в 2010 році переписна місцевість мала площу 7,80 км², з яких 5,56 км² — суходіл та 2,24 км² — водойми.

## Демографія
Згідно з переписом 2010 року, у переписній місцевості мешкало 2829 осіб у 1342 домогосподарствах у складі 890 родин. Густота населення становила 363 особи/км².  Було 1590 помешкань (204/км²).
Расовий склад населення:
| - 98,4 % — білих - 0,5 % — азіатів - 0,3 % — корінних американців - 0,1 % — чорних або афроамериканців |

До двох чи більше рас належало 0,6 %. Частка іспаномовних становила 0,8 % від усіх жителів.
За віковим діапазоном населення розподілялося таким чином: 12,0 % — особи молодші 18 років, 63,6 % — особи у віці 18—64 років, 24,4 % — особи у віці 65 років та старші. Медіана віку мешканця становила 53,8 року. На 100 осіб жіночої статі у переписній місцевості припадало 107,6 чоловіків;  на 100 жінок у віці від 18 років та старших — 109,8 чоловіків також старших 18 років.
Середній дохід на одне домашнє господарство  становив 67 817 доларів США (медіана — 62 340), а середній дохід на одну сім'ю — 77 854 долари (медіана — 68 750). Медіана доходів становила 57 917 доларів для чоловіків та 53 255 доларів для жінок. За межею бідності перебувало 4,9 % осіб, у тому числі 4,5 % дітей у віці до 18 років та 4,0 % осіб у віці 65 років та старших.
Цивільне працевлаштоване населення становило 1166 осіб. Основні галузі зайнятості: виробництво — 25,4 %, освіта, охорона здоров'я та соціальна допомога — 19,3 %, роздрібна торгівля — 14,2 %, мистецтво, розваги та відпочинок — 14,2 %.